# Gerichtsamt Burgstädt
Das Gerichtsamt Burgstädt war in den Jahren zwischen 1856 und 1874 die unterste Verwaltungseinheit und von 1856 bis 1879 nach der Abschaffung der Patrimonialgesetzgebung im Königreich Sachsen Eingangsgericht. Es hatte seinen Amtssitz in der Stadt Burgstädt.

## Geschichte
Nach dem Tod des Königs Friedrich August II. von Sachsen wurde unter dessen Nachfolger König Johann nach dem Vorbild anderer Staaten des Deutschen Bundes die Abschaffung der Patrimonialgesetzgebung verordnet. An die Stelle der bisher im Königreich Sachsen in Stadt und Land vorhandenen Gerichte der untersten Instanz traten die zentral gelegenen Bezirksgerichte und Gerichtsämter in nahezu allen größeren Städten. Die Details der Verwaltungsreform regelten das sächsische Gerichtsverfassungsgesetz vom 11. August 1855 und die Verordnung über die Bildung der Gerichtsbezirke vom 2. September 1856.
Stichtag für das Inkrafttreten der neuen Behördenstruktur im Königreich Sachsen war der 1. Oktober 1856. Das neugebildete Gerichtsamt Burgstädt unterstand dem Bezirksgericht Mittweida und der Gerichtsbezirk war ein Teil der Amtshauptmannschaft Rochlitz. Aufgelöst wurden das erst am 28. Juni 1856 eröffnete Königliche Gericht Burgstädt. Dieses Gericht hatte die Jurisdiktion der Schönburgische Herrschaft Rochsburg sowie der des Stadtrates Burgstädt übernommen.
Der Sprengel des Gerichtsamt Burgstädt umfasste folgende Ortschaften:
| - Burgstädt - Berthelsdorf - Burkersdorf - Claußnitz - Cossen - Diethensdorf - Göppersdorf bei Burgstädt | - Göritzhain mit Wilhelminenberg und Wiederberg - Hartmannsdorf - Heiersdorf - Helsdorf - Herrenhaide - Hohenkirchen - Köthensdorf | - Markersdorf bei Claußnitz - Mohsdorf - Mühlau - Reitzenhain - Röllingshain - Stein mit Rabenberg - Taura |

Nach der Neustrukturierung der Gerichtsorganisation gemäß dem Gesetz über die Organisation der Behörden für die innere Verwaltung vom 21. April 1873 gingen die Verwaltungsbefugnisse der Gerichtsämter zum 15. Oktober 1874 auf die umgestalteten bzw. neu gebildeten Amtshauptmannschaften über. Seitdem das bisherige königliche Gericht als königliches Gerichtsamt bezeichnet wurde, führte sein Vorstand den Titel Gerichtshauptmann.
Die Verwaltungsaufgaben des Gerichtsamts Burgstädt wurden im Zuge der Neustrukturierung der sächsischen Gerichtsorganisation gemäß dem Gesetz über die Organisation der Behörden für die innere Verwaltung vom 21. April 1873  mit Wirkung vom 15. Oktober 1874 in die Amtshauptmannschaft Rochlitz mit Sitz in der Stadt Rochlitz integriert. Das Gerichtsamt war damit nur noch Gericht, die Trennung der Rechtsprechung von der Verwaltung umgesetzt.
Das Gerichtsamt Burgstädt wurde 1879 auf Grund des Gesetzes über die Bestimmungen zur Ausführung des Gerichtsverfassungsgesetzes im Deutschen Reich vom 27. Januar 1877 und des Gesetzes über die Zuständigkeit der Gerichte in Sachen der nichtstreitigen Gerichtsbarkeit vom 1. März 1879 durch das neu gegründete Amtsgericht Burgstädt abgelöst.

## Schriftliche Überlieferung
Die Archivalien des Gerichtsamts Burgstädt werden als Bestand 20086 Gerichtsamt Burgstädt heute im Sächsischen Staatsarchiv – Staatsarchiv Leipzig verwaltet. Dieser Bestand umfasst 1,4 laufende Meter Archivgut aus den Jahren 1817 bis 1879.

## Gerichtsgebäude

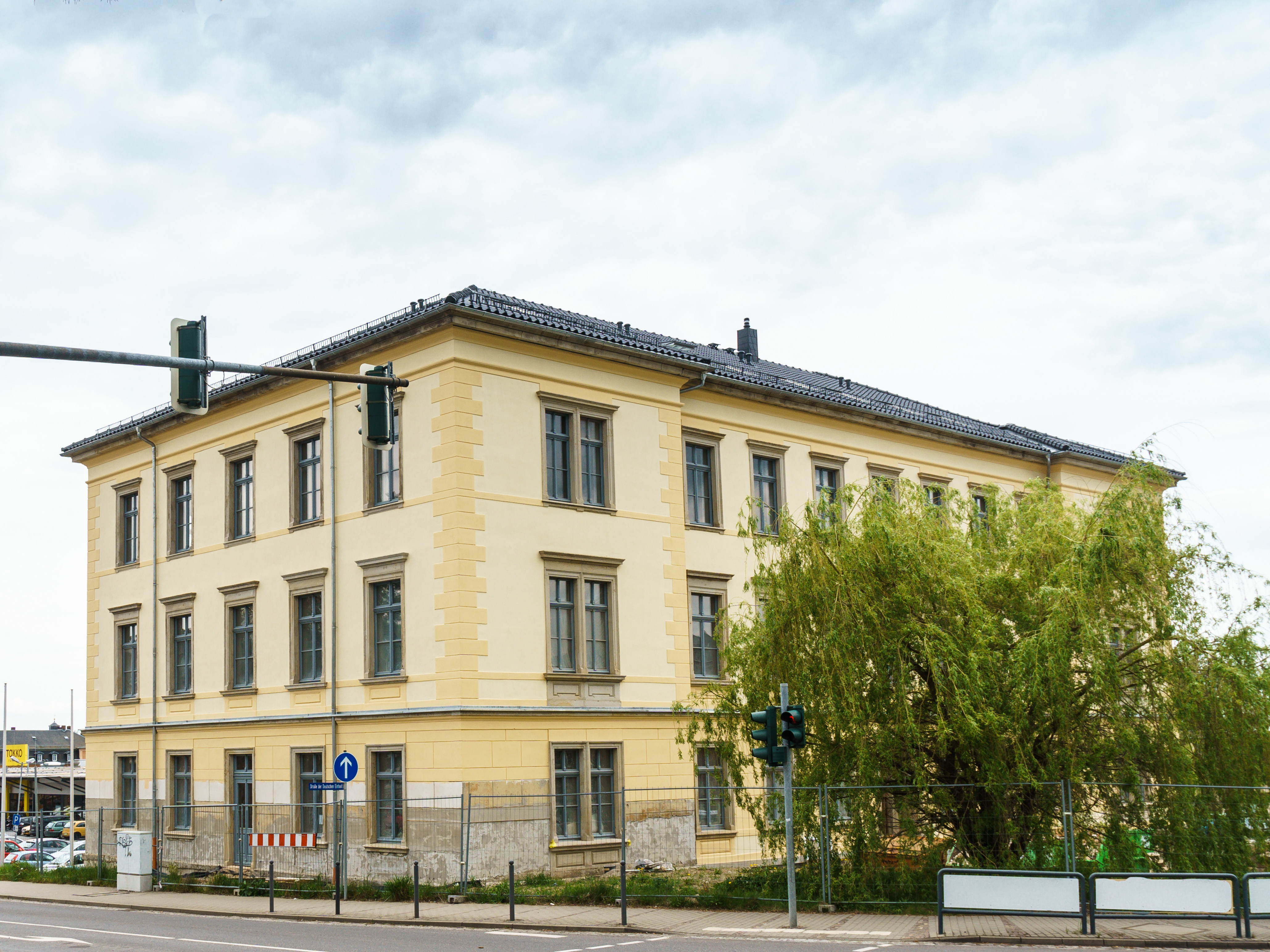
Gerichtsgebäude

Das Gerichtsamt nutzte zunächst Räume in einem Gebäude zwischen dem alten Schulhaus und dem Rathaus (in der heutigen Rathausgasse). 1877 wurde ein eigenes Gebäude des Gerichtsamts Burgstädt (Ahnataler Platz 1) errichtet. Es steht unter Denkmalschutz. Das Gerichtsgebäude wurde später vom Amtsgericht genutzt.

## Richter
Die Leiter des Gerichtsamts trugen den Titel Gerichtsamtmann. Dies waren:
- 1856–1866: Friedrich Theodor Martini (vorher Justitiar beim Kgl. Gericht Burgstädt)
- 1866–1868: Gustav Adolf Vogel (vorher Gerichtsrat beim Bezirksgericht Annaberg)
- 1868–1875: Eduard Hartenstein (vorher Gerichtsamtmann beim Gerichtsamt Bautzen)
- 1875–1879: Moritz Tränckner

## Weblink
- Eintrag zum Gerichtsamt Burgstädt im Digitalen historischen Ortsverzeichnis von Sachsen